# Phare de l'île des Courants
Le phare de l'île des Courants (en italien : Faro di Isala delle Correnti) est un phare situé sur l'île des Courants qui se trouve sur le territoire de la commune de Portopalo di Capo Passero dans le canal de Malte, dans la province de Syracuse (Sicile), en Italie.

## Histoire
Le premier phare a été construit en 1865 par le Génie civil sur l'îlot qui est relié au continent par un isthme rocheux à l'extrémité sud de la Sicile, à environ 8 km au sud-ouest de Portopalo di Capo Passero. Depuis son automatisation la maison de gardiens a été abandonnée et elle est tombée en ruine. En 2000 l'ancien phare en pierre, qui était une ancienne fortification, a été désactivé et remplacé par une tour en fibre de verre installée devant.
Le phare est entièrement automatisé et alimenté à l'énergie solaire par panneau voltaïque. Il est géré par la Marina Militare.

## Description
Le phare actuel  se compose d'une tourelle cylindrique de 11 m de haut, avec galerie et petite lanterne. La tour est blanche et le dôme de la lanterne est gris métallisé. Il émet, à une hauteur focale de 13 m, un éclat blanc toutes les 4 secondes. Sa portée est de 11 milles nautiques (environ 20 km).
Identifiant : ARLHS : ITA-059 ; EF-2926 - Amirauté : E1886 - NGA : 10212 .

## Caractéristiques dufeu maritime
Fréquence : 4 secondes (W)
- Lumière : 1 seconde
- Obscurité : 3 secondes

|                  |
| Île des Courants |

|          |
| Le phare |

### Lien connexe
- Liste des phares de la Sicile